# Fosfamita
La fosfamita és un mineral de la classe dels fosfats. Va ser descrita per primera vegada per Charles U. Shepard l'any 1870. El seu nom és un mot creuat entre fosfat, en referència a l'hidrogenfosfat que conté (HPO₄2-), i amoni (NH₄+).

## Característiques
La fosfamita és un fosfat de fórmula química (NH₄)₂(HPO₄). Cristal·litza en el sistema monoclínic en cristalls de fins a 0,5 mm, típicament en crostes. És blanca o incolora. La seva duresa a l'escala de Mohs és 1.
Segons la classificació de Nickel-Strunz, la weilita pertany a «08.AD - Fosfats, etc. sense anions addicionals, sense H₂O, només amb cations de mida gran» juntament amb 29 minerals més, entre els quals es troben: archerita, bifosfamita, monazita-(Sm), monetita, nahpoïta, weilita, xenotima-(Y), xenotima-(Yb) i ximengita.

## Formació i jaciments
La fosfamita és probablement el resultat de la cristal·lització de la fracció líquida del guano.
La fosfamita ha estat trobada al llac Rason, Austràlia Occidental, Austràlia i a Virù, Trujillo, Perú.